# Torneo WTA de Abu Dabi 2024
El Abu Dabi Open 2024 fue un torneo profesional de tenis femenino organizado por la Asociación Femenina de Tenis. Fue la tercera edición de este torneo que está dentro de la categoría WTA 500.

## Puntos y premios

### Distribución de puntos
| Modalidad    | G   | F   | SF  | CF  | Ronda de 16 | Ronda de 32 | C  | C2 | C1 |
| Individuales | 500 | 325 | 195 | 108 | 60          | 1           | 25 | 13 | 1  |
| Dobles       | 500 | 325 | 195 | 108 | 1           |             |    |    |    |

## Cabezas de serie

### Individuales femenino
| Tenista              | Ranking | Preclasificada |
| Elena Rybakina       | 5       | 1              |
| Ons Jabeur           | 6       | 2              |
| Maria Sakkari        | 10      | 3              |
| Barbora Krejčiková   | 11      | 4              |
| Jeļena Ostapenko     | 12      | 5              |
| Beatriz Haddad Maia  | 13      | 6              |
| Daria Kasatkina      | 14      | 7              |
| Liudmila Samsonova   | 15      | 8              |
| Veronika Kudermetova | 16      | 9              |

- Ranking del 29 de enero de 2024.[2]

### Dobles femenino
| Tenista                           | Ranking | Preclasificada |
| Nicole Melichar Ellen Perez       | 23      | 1              |
| Beatriz Haddad Maia Luisa Stefani | 35      | 2              |
| Hao-ching Chan Giuliana Olmos     | 46      | 3              |
| Marie Bouzková Sara Sorribes      | 57      | 4              |

## Campeonas

### Individual
Elena Rybakina venció a  Daria Kasatkina por 6-1, 6-4

### Dobles
Sofia Kenin /  Bethanie Mattek-Sands vencieron a  Linda Nosková /  Heather Watson por 6-4, 7-6(4)